# 국경없는번역가회
국경없는번역가회(Translators Without Borders, TWB)는 인도주의 비영리 단체를 위한 번역 서비스를 제공하기 위해 설립된 비영리 단체이다. 이 단체는 로리 식과 로스 스미스-토마스가 1993년에 설립한 Traducteurs Sans Frontières의 자매 단체로 2010년에 설립되었다. 2022년 기준으로 100,000명 이상의 회원을 보유하고 있다. TWB의 목표는 중요한 인도주의적 노력을 방해하는 언어적 불균형을 해소하는 것이다. 이들은 비영리 인도주의 단체와 자원봉사 번역가 커뮤니티 간의 협력을 촉진함으로써 이를 달성하고자 한다.
이 단체는 번역된 콘텐츠가 필요한 인도주의 비영리 단체에 서비스를 제공한다. 여기에는 국경없는의사회, 세계 의사회, 유니세프, 옥스팜, 핸디캡 인터내셔널 등이 포함된다. 이들은 부룬디, 라이베리아, 그리스와 같은 여러 나라의 긴급 상황에 대응하는 단체를 위해 보고서, 필수 건강 정보, 위기 대응 자료 등을 번역하는 것으로 알려져 있다. 이 단체는 매년 1천만 단어 이상을 번역한다. 웹사이트에 따르면 국경없는번역가회는 비영리 단체에 5천만 단어 이상을 번역하여 기부했다.
2017년 6월 15일, TWB와 로제타 재단 (TRF)은 운영 통합에 합의했다. 이 합병은 바르셀로나에서 열린 로컬라이제이션 월드 컨퍼런스에서 발표되었다.

## 번역가와 협력하기

### 국경없는번역가회 번역 플랫폼
ProZ.com은 2011년 5월 국경없는번역가회를 위해 온라인 자동 번역 플랫폼을 만들었다. 이 번역 센터는 국경없는번역가회 워크스페이스라고 불렸다. 승인된 비영리 단체는 번역 프로젝트를 게시하며, 이는 번역가들이 자발적으로 맡아서 한다.
이 워크스페이스는 번역 속도를 높이는 데 효과적이었다. 프로젝트를 수동으로 처리했을 때 TWB는 9개 단체를 위해 7개 언어 쌍으로 37,000단어의 29개 프로젝트를 번역했다. 국경없는번역가회 워크스페이스가 완성된 지 7개월 후인 2012년 1월에는 24개 단체를 위해 25개 언어 쌍으로 280,000단어의 183개 프로젝트를 번역했다. 2015년에 국경없는번역가회는 780개 프로젝트를 통해 214개 구호 단체에 700만 단어를 번역하여 제공했다고 보고했다. 2017년 초, TWB는 기계 보조 번역 기술과 번역 메모리를 추가하여 번역 플랫폼을 업그레이드했다. 향상된 플랫폼은 카토(Kató)라고 명명되었다. 2017년 6월 국경없는번역가회는 아일랜드에 등록된 비영리 단체인 로제타 재단과 합병했는데, 이 재단은 전 세계 언어에 걸쳐 정보와 지식에 대한 동등한 접근을 통해 빈곤을 완화하고, 의료를 지원하며, 교육을 개발하고, 정의를 증진하는 것으로 알려져 있다.

### 자원봉사자
TWB는 전문 번역가 및 모국어 외에 최소 한 가지 언어에 능통한 사람의 지원을 받는다. 미국 번역가 협회, Lionbridge, ProZ.com 공인 PRO 자격증 소지자 또는 번역통역사협회의 MITI 자격증 소지자를 위한 간소화된 절차가 있다. 2017년 중반 로제타 재단과 합병한 이후 TWB는 26,000명 이상의 자원봉사자를 확보했다.

## 프로젝트

### Words of Relief 프로젝트

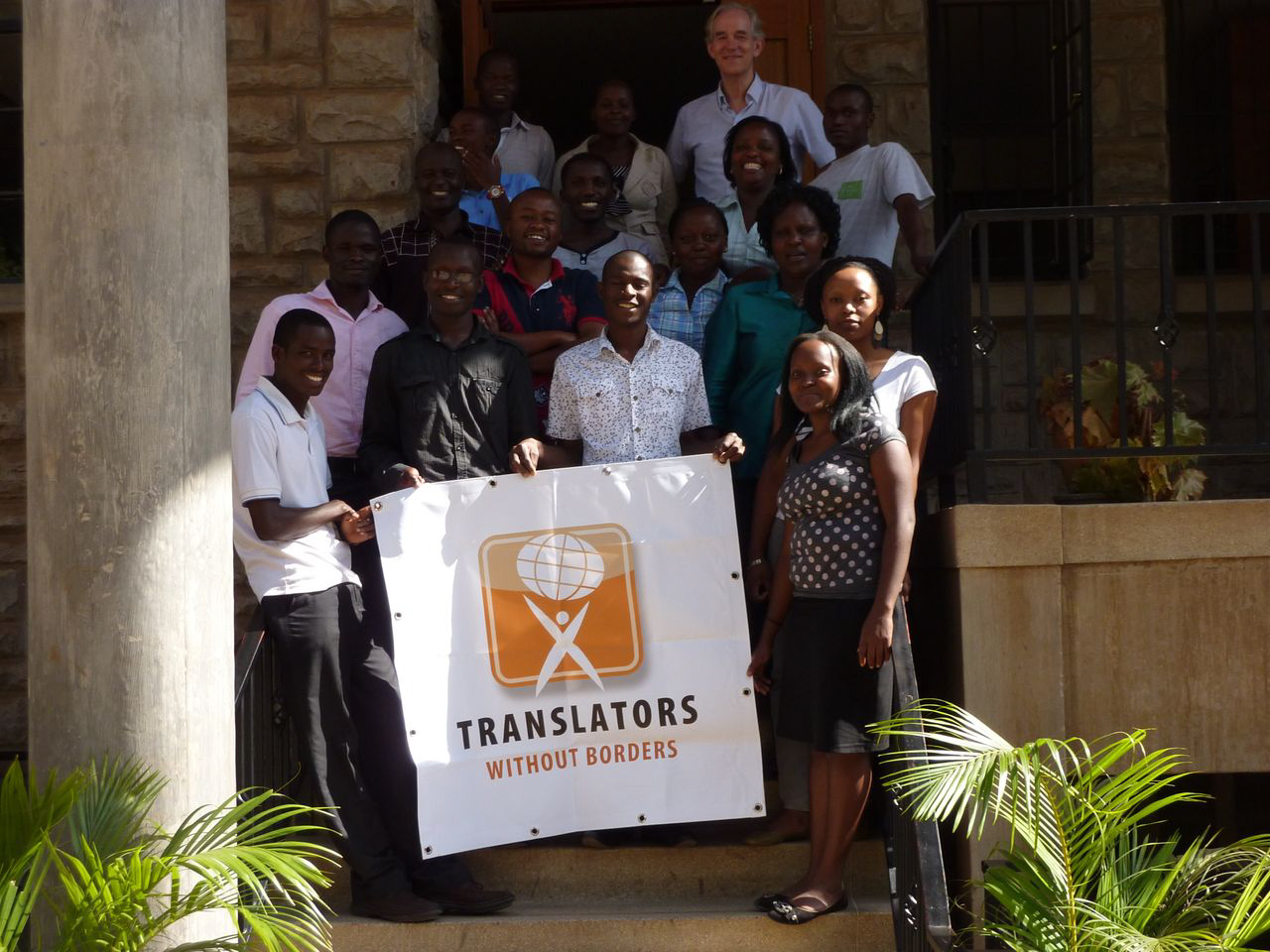
Words of Relief 프로젝트의 스파이더 네트워크 자원봉사자들

Words of Relief (WoR)는 위기 대응 인도주의 활동가와 영향을 받은 인구가 같은 언어를 사용하지 않을 때 의사소통을 개선하기 위한 번역 위기 구호 네트워크이다. 이들은 다음을 담당한다.
- 주요 위기 및 재난 메시지를 관련 언어로 번역하고 잠재적 위기 전에 공개적으로 배포한다.
- 세계 언어에서 지역 언어로 번역할 수 있고 즉시 지원하도록 훈련된 전 세계 번역가 네트워크를 구축한다.
- 즉각적인 도움이 필요한 구호 활동가 및 데이터 수집가와 번역 팀을 연결하는 크라우드 소싱 온라인 (및 모바일) 애플리케이션 (Words of Relief Digital Exchange – WoRDE)을 만든다.[12]

Words of Relief는 2014년 1월부터 2015년 5월까지 케냐, 나이로비에서 시범 운영되었으며, 스와힐리어와 소말리어에 중점을 두었다. Infoasaid 메시지 라이브러리를 포함한 다양한 출처에서 약 475,000단어의 위기 구호 콘텐츠가 번역되었다.
Words of Relief 모델은 서아프리카의 에볼라 출혈열 비상사태 및 2015년 4월 네팔 지진을 포함한 전 세계 여러 위기에 대응하기 위해 배포되었다. 아랍어, 페르시아어, 그리스어, 쿠르드어, 우르두어 대응팀도 유럽 난민 경로를 따라 구호 단체를 위한 신속한 번역을 제공한다. 전문 자원봉사자 팀은 파트너와 협력하여 수용 센터 및 페리 파업에 대한 정보, 센터 안내판, 건강 정보를 번역한다.
Words of Relief는 Words of Relief Digital Exchange (WoRDE)라는 크라우드 소싱 온라인 (및 모바일) 애플리케이션에 의존한다. 이 플랫폼은 2014년에 출시되었으며, 급속 대응 번역가 팀과 구호 활동가를 연결하여 갑작스러운 위기 발생 시 번역을 수행한다.
Words of Relief는 ELRHA가 관리하는 프로그램인 인도주의 혁신 기금의 지원을 받는다. Words of Relief Digital Exchange는 Microsoft의 Technology for Good 기금으로 운영된다.

### HealthPhone 프로젝트
국경없는번역가회는 인도 모자 건강 교육 신탁과 협력하고 있다. 난드 와드와니가 설립하고 만든 헬스폰은 인도 및 기타 인도아리아어군 언어를 사용하는 국가의 휴대폰에 미리 로드되는 건강 비디오를 제작한다. 이 비디오는 모유 수유, 영양실조, 산후 관리, 신생아 관리 등 다양한 건강 문제를 다룬다.
번역가를 통해 비디오에 자막이 추가되어 인도 (및 아프리카) 전역에서 원어를 말하거나 읽지 못하는 사람들도 비디오를 통해 배울 수 있다. 현재까지 비디오는 약 10개의 인도아리아어군 언어, 스와힐리어 및 스페인어로 자막 처리되었다.

### Simple Words for Health
단순화된 의료 용어 자료인 Simple Words for Health (SWFH)는 2014년에 설립되었다. SWFH는 자격을 갖춘 의사와 훈련된 의료 번역가가 단순화하여 40개 이상의 세계 언어로 번역한 12,000개의 필수 의료 용어 데이터베이스이다.

### 위키백과
2011년, 국경없는번역가회는 영어 위키백과의 의료 기사를 다른 언어로 번역하기 위한 협력 노력을 시작했다. 위키프로젝트 의학 번역 태스크포스는 처음에 80개의 의료 기사에 집중하여 해당 기사에 대해 좋은 글, 알찬 글 상태를 달성하는 것을 목표로 했다. 기사 개선 후, Content Rules에 의해 단순화된 영어로 번역된다 (단순화된 영어는 위키백과 단순화된 영어 사이트에서 제공된다). 이 단체는 이러한 기사를 위키백과가 제공하는 285개 모든 언어로 번역하는 것을 목표로 한다. 기사는 음성 위키백과로도 번역된다. 이 과정은 몇 년이 걸릴 것으로 예상된다.

### 케냐 훈련 센터
2012년 4월, 국경없는번역가회는 케냐 나이로비에 첫 번째 의료 번역 센터를 열었다. 센터의 새로운 번역가들은 키스와힐리어와 케냐에서 사용되는 다른 42개 언어 중 일부로 작업하도록 훈련된다. 2012년 센터가 처음 시작된 이래로 250명 이상에게 기초 번역 훈련이 제공되었다. 이 프로젝트는 스와힐리어로 번역된 의료 정보에 중점을 둔다.
의료 번역 센터의 목적은 언어 또는 건강 분야 배경을 가진 현지 케냐인들을 전문 번역가로 훈련시키는 것이다. 이 번역가들은 스와힐리어로 의료 정보를 제공하는 과정을 돕는다.

## 경영
국경없는번역가회는 이사회에서 운영한다. 일상적인 운영은 전무이사 및 고위 경영진에게 보고하는 직원들이 관리한다.

## 비판
TWB 이사회 및 자문 위원회 내에서 발생할 수 있는 이해 상충에 대한 우려가 제기되었는데, 이는 상업적 이익을 소유하거나 운영하는 주요 산업 참여자들이 존재하기 때문이다. 이러한 우려는 전직 이사회 구성원들이 사임하는 원인이 된 것으로 보인다. 지적된 윤리적으로 의심스러운 관행 중에는 자원봉사를 통해 번역된 텍스트가 TWB 이사회에 대표되는 기업들에게 이익이 된다는 점, 이 기업들이 "무급 크라우드소싱"을 활용하여 기계 번역 솔루션을 개선했을 수 있다는 점, 그리고 TWB가 "영리 기업들이 [...] 가치 있는 디지털 미디어 번역 솔루션 개발을 위해 공적 자금을 확보하는 데 도움을 주었다"는 점이 있다. 베이커와 피로스는 TWB 프로젝트에 "참여하는 영리 기업들이 상당한 대가를 받으면서도" 번역 작업을 수행하는 사람들에게는 "체계적으로 자원봉사를 요구하는" 사실을 "문제적"이라고 규정한다.

## 같이 보기
- 과학 개발 네트워크

### 언론 보도
- "Translators fight the fatal effects of the language gap" 가디언, 2012년 4월 11일
- "Leveraging the Web to Overcome Challenges in the Developing World", E콘텐츠 매거진, 2012년 7월 5일
- "Translating Health Content Without Borders", 글로벌 보이스, 2012년 8월 30일
- "Editing Wikipedia Pages for Med School Credit" 뉴욕 타임즈, 2013년 9월 29일
- "Should I be getting health information from Wikipedia", 디 애틀랜틱, 2013년 10월 1일
- Quest to Spread Dignity, Born in Calcutta, 더 글로벌 콜카타, 2015년 7월 1일
- "Translators without Borders Take on Ebola", BBC 월드 서비스 라디오
- "레스보스: 온라인 자원봉사자들이 언어 격차를 해소하다", 뉴스 딥리, 2016년 3월
- "Making sure refugees aren't lost in translation – with one simple app", UNHCR 이노베이션, 2016년 4월 19일
- “Translators without Borders”. 《Humanitarian Innovation Fund Blog》. 2015년 11월 23일. 2016년 3월 4일에 원본 문서에서 보존된 문서. 2019년 3월 16일에 확인함.
- Mollenhauer, Courtney (2014년 5월 25일). “Breaking Down Linguistic Barriers with Words of Relief”. 2018년 12월 27일에 원본 문서에서 보존된 문서. 2019년 3월 16일에 확인함.
- O'Reilly, Matthew; Tang, Grace (2015년 5월 7일). “Making Translation a Priority for Humanitarian Response”. 《The Indigo Trust》. 2019년 3월 16일에 확인함.
- Levin, Mike (2014년 11월 11일). “Ebola Video Has Potential Audience of 400 Million Africans”. 《Behaviour Change Communication, Developing world, Ebola, Firdaus Kharas, Human Rights, Media For Social Change》. 2016년 3월 4일에 원본 문서에서 보존된 문서. 2019년 3월 16일에 확인함.
- “Translators without Borders Receives Grant from Microsoft”. 《Common Sense Advisory》. 2014년 7월 26일에 원본 문서에서 보존된 문서.
- Rooney, James (2014년 3월 7일). “Microsoft Grants Three Nonprofits Cash, Software and Services for Technology Innovation”. 《The Fire Hose》. 2015년 6월 15일에 원본 문서에서 보존된 문서. 2016년 11월 9일에 확인함.